# اتيان دي وايلد
اتيان دي وايلد مواليد 23 مارس 1958 في بلجيكا، كان دراج بلجيكي سابق في صنف سباق الدراجات على المضمار. سبق أن شارك في دورة الألعاب الأولمبية الصيفية وفاز بميدالية أولمبية. حقق أيضا ميدالية في دورة ألعاب الكومنولث.

## سجل النتائج

### سباقات أو مراحل فاز بها
- طواف فرنسا
- طواف إسبانيا
- طواف إيطاليا

## الميداليات
| الميدالية | المسابقة                       |
| --------- | ------------------------------ |
| فضية      | الألعاب الأولمبية الصيفية 2000 |

## وصلات خارجية
- الموقع الرسمي

## روابط خارجية
- اتيان دي وايلد على موقع أرشيف الدراجات (الإنجليزية)
- اتيان دي وايلد على موقع إحصائيات الدراجات الإحترافية (الإنجليزية)
- اتيان دي وايلد على موقع CycleBase (الإنجليزية)
- اتيان دي وايلد على موقع أوليمبيديا (الإنجليزية)
- اتيان دي وايلد على موقع اللجنة الأولمبية البلجيكية (الهولندية)